# Каменський Олександр Вікторович
Олександр Вікторович Каменський (нар. 21 вересня 2007, Горішні Плавні, Полтавська область, Україна) — український футболіст, лівий півзахисник криворізького «Кривбасу».

## Життєпис
Народився в місті Горішні Плавні, Полтавська область. Футболом розпочав займатися в Дніпрі, де з 2020 по 2023 рік у ДЮФЛУ виступав за місцеві ДВУФК та «УФК-Кривбас». Наприкінці липня 2023 року перебрався до «Кривбасу», де спочатку виступав за юнацьку команду клубу. В українській Прем'єр-лізі дебютував 6 жовтня 2024 року в програному (1:2) виїзному поєдинку 9-го туру проти київського «Динамо». Олександр вийшов на поле на 77-й хвилині замість Жана Пое. 